# Paranandra aletretioides
Paranandra aletretioides är en skalbaggsart som beskrevs av Stephan von Breuning 1940. Paranandra aletretioides ingår i släktet Paranandra och familjen långhorningar.
Artens utbredningsområde är Myanmar. Inga underarter finns listade i Catalogue of Life.